# فرانك غراي جونيور
فرانك غراي جونيور (بالإنجليزية: Frank Gray, Jr.)‏ هو محامي وقاضي أمريكي، ولد في 25 فبراير 1908 في فرانكلين في الولايات المتحدة، وتوفي في 6 سبتمبر 1978.